# Triefenstein
Triefenstein egy bajor község vásárjoggal a Main-Spessart járásban Alsó-Frankföldben. Lakosainak száma 4459 fő (2023. december 31.). A község főhelye Lengfurt.

## Földrajz
Triefenstein Marktheidenfeld, Erlenbach bei Marktheidenfeld, Remlingen, Holzkirchen, Wertheim és Kreuzwertheim községekkel határos.

### Községrészek
- Homburg am Main
- Lengfurt
- Rettersheim
- Trennfeld
  - Kloster Triefenstein
  - Trennfeld-Bahnhof

## Népesség
A település népessége az elmúlt években az alábbi módon változott:
| Lakosok száma | 4266 | 4226 | 4264 | 4303 | 4332 | 4358 | 4380 | 4403 | 4448 | 4459 |
|               | 2011 | 2012 | 2013 | 2014 | 2015 | 2017 | 2019 | 2021 | 2022 | 2023 |

## Politika

### Önkormányzat
Polgármester: Kerstin Deckenbrock (Aus Vier mach Wir)
16fő, ebből
- 5 CSU
- 3 SPD
- 5 Független
- 3 Aus Vier mach Wir

## Testvérközségei
- Vassy, Franciaország